# Feel the Noise
Feel the Noise (prt: Reggaeton - Sente a Música) é um filme de drama de 2007 com a realização de Alejandro Chomski, a partir do argumento escrito por Albert Leon. O elenco é composto por Omarion Grandberry, Kevin Rios, Giancarlo Esposito, Victor Rasuk e James McCaffrey. Contou com a produção de Simon Fields, Cathy Gesualdo, Jennifer Lopez e Sofia Sondervan.

## Elenco
- Omarion como Rob
- Giancarlo Esposito como Roberto
- Victor Rasuk como Javi
- Zulay Henao como Carol "CC" Reyes
- James McCaffrey como Jeffrey Skyler
- Meredith Ostrom como Noelia
- Rosa Arredondo como Marivi
- Pras como Electric
- Charles Duckworth como Nodde
- Cisco Reyes como Pito
- Kellita Smith como Tanya
- Malik Yoba como The Mayor
- Jerome Jones como a própria
- Vico C como Vico
- Voltio como a própria
- Jennifer Lopez como a própria